# Comitê Olímpico e Paralímpico dos Estados Unidos
O Comitê Olímpico e Paralímpico dos Estados Unidos (em inglês:  United States Olympic & Paralympic Committee, USOPC) é o Comitê Olímpico Nacional e o Comitê Paralímpico Nacional dos Estados Unidos. Foi fundado em 1894 e está sediado em Colorado Springs, Colorado. O USOPC é um dos quatro CONs do mundo que também atuam como Comitê Paralímpico Nacional de seu país. O USOPC é responsável por apoiar, inscrever e supervisionar as equipes dos EUA para os Jogos Olímpicos, Jogos Paralímpicos, Jogos Olímpicos da Juventude, Jogos Pan-Americanos e Jogos Parapan-Americanos e atua como administrador dos Movimentos Olímpicos e Paralímpicos nos Estados Unidos.
O Movimento Olímpico é supervisionado pelo Comitê Olímpico Internacional (COI). O COI é apoiado por 35 federações internacionais que governam cada esporte em nível global, Comitês Olímpicos Nacionais que supervisionam o esporte olímpico como um todo em suas respectivas nações e federações nacionais que administram cada esporte em nível nacional (chamadas de Órgãos Governamentais Nacionais, ou NGBs, nos Estados Unidos). O Comitê Paralímpico Nacional é o único órgão responsável pela seleção e treinamento de todos os atletas que participam dos Jogos Paralímpicos.
O USOPC é um dos 204 CONs e 174 CPNs dentro dos movimentos olímpicos e paralímpicos internacionais. Quarenta e sete NGBs são membros do USOPC. Quinze dos NGBs também gerenciam esportes no programa paralímpico (há menos esportes paralímpicos no mundo). Enquanto o USOPC rege quatro esportes paralímpicos (ciclismo, esqui, natação e atletismo), cinco outros esportes paralímpicos são regidos por membros americanos das Federações Paralímpicas Internacionais (basquete em cadeira de rodas, bocha, golbol, levantamento de peso e rúgbi em cadeira de rodas).
Ao contrário da maioria das outras nações, o governo dos Estados Unidos não possui um Ministério do Esporte e não financia seu Comitê Olímpico. Isso se deve em parte ao tabu de misturar esportes e política nos Estados Unidos. O USOPC foi reorganizado pela Lei de Esportes Olímpicos e Amadores de Ted Stevens, originalmente promulgada em 1978. É uma corporação sem fins lucrativos licenciada pelo governo federal e não recebe apoio financeiro federal (exceto para programas militares paralímpicos selecionados). De acordo com a Lei, o USOPC tem o direito exclusivo de usar e autorizar o uso de marcas, imagens e terminologia relacionadas às Olimpíadas nos Estados Unidos. O USOPC licencia esse direito aos patrocinadores como forma de gerar receita para apoiar sua missão.
Fundado como Comitê Olímpico Americano (em inglês:  American Olympic Committee, AOC) e conhecido desde a década de 1960 como Comitê Olímpico dos Estados Unidos (em inglês:  United States Olympic Committee, USOC), a organização mudou seu nome para USOPC alterado em 20 de junho de 2019, tornando-se o primeiro Comitê Olímpico do mundo a incluir a palavra Paralímpico em seu nome.